# Vernon Louis Parrington
Vernon Louis Parrington (3 août 1871 – 16 juin 1929) est un historien américain. En 1928, il remporte le prix Pulitzer d'histoire pour son ouvrage en trois tomes intitulé Main Currents in American Thought, qui influence grandement l'historiographie américaine, jusque dans les années 1950.

## Carrière
Vernon Louis Parrington naît à Aurora, dans l'Illinois, le 3 août 1871. Issu d'une famille républicaine, il déménage avec celle-ci à Emporia, dans le Kansas, où il fréquente le College of Emporia (en), puis l'université  Harvard, où il obtient son bachelor's degree en 1893. Il ne poursuit pas d'études supérieures. Il est marqué par les difficultés agricoles que rencontrent les fermiers du Kansas pendant les années 1890, et commence à avoir une sensibilité politique de gauche. Après avoir enseigné l'anglais au College of Emporia, il se rend à l'université d'Oklahoma en 1897, où il enseigne la littérature britannique, organise le département d'Anglais, devient l'entraîneur de l'équipe de football (les Oklahoma Sooners football (en)), joue dans l'équipe de baseball, dirige le journal du campus, et œuvre pour le campus. Il publie peu pendant cette période. En 1908, il est licencié en raison des pressions de groupes religieux qui cherchent à faire mettre au chômage les individus jugés immoraux. Il poursuit ensuite sa carrière universitaire avec succès à l'université de Washington, où il affermit son engagement politique.

### fondateur desAmerican Studies
Parrington est l'un des fondateurs des American Studies, à travers son œuvre majeure publiée en 1927, Main Currents in American Thought. Ce mouvement d'études interdisciplinaires se développe dans les années 1920 et 1930 avec le concours d'autres figures des sciences sociales, comme Perry Miller, ou F. O. Matthiessen (en). Ces intellectuels mettent en avant l'interdisciplinarité, et le caractère unique que revêt selon eux la culture américaine.

### Main Currents in American Thought
Parrington pour son Main Currents in American Thought, publié en 1927, une histoire politique de la littérature américaine de l'époque coloniale en trois tomes, qui remporte le prix Pulitzer d'histoire en 1928. L’œuvre postule une division nette entre le courant élitiste hamiltonien et ses opposants populistes jeffersonien, l'auteur s'identifiant à ce dernier.
Parrington définit trois phases dans l'histoire des États-Unis : d'abord un pessimisme calviniste, puis un optimisme romantique, et enfin un pessimisme mécaniste. Il voit l'idéalisme démocratique comme la principale force motrice de l'histoire américaine.
Il défend la doctrine de souveraineté de l'état, et cherche à la dissocier de l'esclavage, l'association de ces deux éléments ayant selon lui été  « désastreuse pour la démocratie américaine », supprimant les dernières limites imposées aux grandes entreprises pendant le Gilded Age, le gouvernement fédéral commençant à protéger les capitalistes des politiques locales et des réglementations au sein des états.
Pendant deux décennies, Main Currents in American Thought est l'un des ouvrages les plus influents sur l'historiographie américaine. Russell Reising, en 1989, montre que le livre a dominé la critique culturelle et littéraire de 1927 jusqu'au début des années 1950. Charles Crowe, en 1966, l'appelle la « Somme Théologique de la Progressive history ». Cette discipline prend un essor important dans le monde universitaire américain. Les historiens qui s'y rattachent voient l'économie et la géographie comme des forces de première importance, au contraire des idées qui ne sont perçues que comme de simples instruments.
Richard Reinitz souligne en 1977 l'important usage de l'ironie dans le travail historique de Parrington. L'école formée par les historiens de la Progressive history insiste sur la dualité entre le bien et le mal dans le passé américain. Pourtant, dans son dernier volume de Main Currents in American Thought , il conclut que l'agriculteur jeffersonien, le traditionnel héros progressiste de la démocratie américaine, s'est allié avec la communauté des acteurs financiers afin de produire une forme destructrice de capitalisme, qui culmine dans les années 1920.
Son interprétation de l'histoire américaine est très influente dans les années 1920 et 1930, et participe à la définition du libéralisme contemporain aux États-Unis. Ses idées tombent progressivement en désuétude à partir des années 1950. Richard Hofstadter souligne la rapidité du désintéressement de la communauté universitaire pour ses travaux à partir des années 1940, subissant des attaques de la part entre autres de Lionel Trilling, chose qu'Harold Bloom relève aussi. l'historien Arthur Meier Schlesinger, dans son autobiographie, considère que cet ouvrage et les travaux des historiens du courant de la Progressive history ont appauvri la compréhension du passé américain, en marginalisant certaines figures littéraires centrales de la pensée américaine, comme Jonathan Edwards ou Henry James.
Il meurt le 16 juin 1929 à Winchcombe, en Angleterre.

## Postérité
Dans les années 1940 et 1950, les professeurs d'anglais se détournent des thèses de Parriginton pour adopter le courant du New criticism, mettant l'accent sur les textes eux-mêmes plutôt quesur les dimensions sociales, économiques et politiques. En histoire, les historiens se tournent vers un modèle consensuel d'interprétation du passé, et voit les thèses de Parrington, qui afournit une analyse binaire de la société américaine, comme particulièrement naïve. Toutefois, certains historiens, comme David W. Levy, ne cache pas leur admiration pour le style d'écriture de Vernon Louis Parrington, sans adhérer à ses idées.
Plusieurs lieux portent son nom, comme le Parrington Oval à l'université d'Oklahoma, ou le Hall Parrington à l'Université de Washington.

## Publications
- The Connecticut Wits (1926)
- Main Currents in American Thought (1927)
  - Volume I : 1620–1800, The Colonial Mind. Harcourt Brace & Co., New York 1927.
  - Volume 2 : 1800–1860, The Romantic Revolution in America. Harcourt Brace & Co., New York 1927.
  - Volume 3 : 1860–1920, The Beginnings of Critical Realism, terminé par E. H. Eby. Harcourt Brace & Co., New York 1930.
- Sinclair Lewis, Our Own Diogenes (1927)